# Missie Misomali
Missie Misomali (sinh ngày 9 tháng 10 năm 1950) là một vận động viên chạy nước rút người Malawi. Bà đã thi đấu ở nội dung 100 mét nữ tại Thế vận hội Mùa hè năm 1972.